# La Maison biscornue (téléfilm)
Pour les articles homonymes, voir La Maison biscornue.
La Maison biscornue (Crooked House) est un téléfilm britannique réalisé par Gilles Paquet-Brenner, diffusé le 17 décembre 2017 au Royaume-Uni. Il a été diffusé le 26 août 2019 sur Canal + en France.

## Synopsis
Le millionnaire Aristide Leonides a été tué, le détective Charles Hayward doit mener une enquête afin de trouver son meurtrier.

## Fiche technique
- Titre français : La Maison biscornue
- Titre original : Crooked House
- Réalisation : Gilles Paquet-Brenner
- Scénario : Julian Fellowes, Tim Rose Price et Gilles Paquet-Brenner, d'après le roman éponyme d'Agatha Christie
- Photographie : Sebastian Winterø
- Montage : Peter Christelis
- Musique : Hugo de Chaire
- Producteurs : Joseph Abrams, Sally Wood et James Spring
- Sociétés de production : Metro International, Brillant Films, Fred Films et Hindsight Media
- Sociétés de distribution : Stage 6 Films (États-Unis)
- Pays d'origine :  États-Unis,  Royaume-Uni
- Genre : policier
- Dates de sortie :
  -  États-Unis : 22 décembre 2017
  -  France : 26 août 2019 (sur Canal +)

## Distribution
- Max Irons (VF : Anatole de Bodinat) : détective Charles Hayward
- Stefanie Martini (VF : Ingrid Donnadieu) : Sophia Leonides, fille aînée de Philip et Magda
- Glenn Close (VF : Frédérique Tirmont) : Lady Edith de Havilland, tante de Philip et Roger, belle-sœur d’Aristide
- Honor Kneafsey (VF : Lila Lacombe) : Josephine Leonides, benjamine de Philip et Magda
- Christina Hendricks (VF : Marine Jolivet) : Brenda Leonides, deuxième épouse d‘Aristide
- Terence Stamp (VF : Michel Ruhl) : inspecteur Taverner
- Julian Sands (VF : Bernard Lanneau) : Phillip Leonides, fils aîné d’Aristide
- Gillian Anderson (VF : Danièle Douet) : Magda Leonides, épouse de Philip
- Christian McKay (VF : Pierre Tessier) : Roger Leonides, deuxième fils d’Aristide
- Amanda Abbington (VF : Dominique Lelong) : Clemency Leonides, épouse de Roger
- Preston Nyman (VF : Gabriel Bismuth-Bienaimé) : Eustace Leonides, fils de Philip et Magda
- John Heffernan (VF : François Santucci) : Laurence Brown, le précepteur des enfants
- Jenny Galloway (VF : Marie-Madeleine Burguet-Le Doze) : Nanny
- David Kirkbride : Glover
- Tina Gray (VF : Marie Colette) : Miss Ackroyd
- Roger Ashton-Griffiths  Gaitskill, notaire d’Aristide
- Andreas Karras : Iannois Agrodopolous
- Gino Picciano : Aristide Leonides